# Carl Bohm
Carl Bohm (11. september 1844 - 4. april 1920) var en tysk komponist. Han kendes også under pseudonymet Henry Cooper.
Carl Bohms produktion - opustallet ligger på 330 - består især af den type salonstykker, som var særlig populær i tiden før radio og tv. Bohms succesudgivelser bidrog til at skabe det finansielle grundlag for, at hans forlægger kunne udgive Johannes Brahms' værker.
Han kendes stadig for Still wie die Nacht (op. 326 Nr. 27) for sang og klaver, der foreligger i et utal af arrangementer og indspilninger, og som ofte høres ved bryllupsceremonier i Tyskland og Østrig.

## Udvalg af kompositioner
- Lieder (op. 326; herunder Nr. 27: Still wie die Nacht)
- Salon-Kompositionen (op. 327)
- Klaviertrio G-dur. (Forelle; op. 330 Nr. 2)
- Perpetuo Mobile (Kleine Suite 6)
- Introduction + Polonaise
- Moto Perpetuo
- Hausmusik